# Ирина Комнина (дъщеря на севаста Йоан Кантакузин)
Ирина Комнина (на средногръцки: Ειρήνη Κομνηνή) е византийска аристократка от втората половина на XII век – баба по бащина линия на византийския император Михаил VIII Палеолог.
Ирина е дъщеря на севаста Йоан Кантакузин и на византийската принцеса Мария Комнина, която е племенница на византийския император Мануил I Комнин. Имала един брат – Мануил Кантакузин, който около 1176 г. бил ослепен по заповед на Мануил I Комнин.
Около 1180 г. Ирина е омъжена за член на семейство Палеолози, а по повод на сватбата им е съставен един епиталамий, чието авторство се приписва на Теодор Продром. От съдържанието на произведението се съди, че съпруг на Ирина станал великият дука Алексий Палеолог. В типика на мнастира „Свети Архангел Михаил“ в Авксентиевата света гора край Халкедон, написан от император Михаил VIII Палеолог, Алексий Палеолог и Ирина Комнина са посочени като баба и дядо на императора, а имената им се споменават на първо място сред предците, за чиято памет Михаил VIII поръчва редовни възпоменателни служби. Освен това самият Алексий е посочен и като велик дука – пост, който е заемал вероятно между 1185 и 1190 г.  Редът на споменаването им – на първо място и преди бащата на императора, и посът велик дук разсейват съмнението, че императорът всъщност е споменал дядо си и баба си по майчина линия, които също носели имената Алексий Палеолог и Ирина Комнина, особено като се има предвид, че вторият Алексий Палеолог е притежавал много по-високата деспотска титла, която императорът едва ли би пропуснал да спомене, ако на това място в типика е визирал дядо си по майчина линия.
В поетичния пролог на същия документ, написан под формата на обръщение на император Михаил VIII към свети Архангел Михаил, императорът споменава още, че малко преди латините да превземат Константинопол, великият дук Алексий Палеолог възобновил монашеската обител в Авксентиевата света гора, която по-късно била посветена на свети Архангел Михаил, и завършил живота си като монах с името Антоний. Най-вероятно съпругът на Ирина обновил въпросния манастир около 1190 г. и починал преди 1203 г. Типикът споменава, че самата тя също приела монашество и завършила живота си с монашеското име Евгения.

## Деца
Ирина Комнина и великият дука Алексий Палеолог са родители на:
- Михаил Палеолог (ок. 1180 – ок. 1254), велик хартуларий[12]
- Андроник Дука Комнин Палеолог (1190 – 1248), велик доместик на Никейската империя и баща на император Михаил VIII Палеолог.

## Цитирана литература
- ((en)) Angelov, Dimiter (2019). The Byzantine Hellene : the life of Emperor Theodore Laskaris and Byzantium in the thirteenth century. Cambridge: Cambridge University Press, doi:10.1017/9781108690874, ISBN 9781108727952, online-ISBN 9781108690874
- ((fr)) Cheynet, Jean-Claude; Vannier, Jean-François (1986). Les premiers paléologues. Études Prosopographiques (online), Byzantina Sorbonensia, 5. Paris: Éditions de la Sorbonne (published online 4 септември 2017), doi:10.4000/books.psorbonne.1939, ISBN 9782859441104, online ISBN 9782859448295, DOI:10.4000/books.psorbonne.1927, http://books.openedition.org/psorbonne/1939, посетен на 20 юни 2022
- ((fr)) Pargoire, Jules (1903). II. Mont Saint-Auxence. – In: René Graffin (ed), Revue de l’Orient Chrétien (1896 – 1946). Piscataway, NJ, USA: Gorgias Press, April 21, 2010,  426 – 458, doi:10.31826/9781463220716-023, ISBN 9781463220761
- ((en)) Nicol, Donald M. (1968). The Byzantine Family of Kantakouzenos (Cantacuzenus), ca. 1100 – 1460: A Genealogical and Prosopographical Study, Dumbarton Oaks studies 11. Washington, DC: Dumbarton Oaks Center for Byzantine Studies, OCLC 390843
- ((fr)) Stiernon, Lucien (1965). Notes de titulature et de prosopographie byzantines: Sébaste et gambros. – Revue des études byzantines, 23,  222 – 243, doi:10.3406/rebyz.1965.1349, http://persee.fr/web/revues/home/prescript/article/rebyz_0766-5598_1965_num_23_1_1349
- ((en)) Dennis, George (2000). Auxentios: Typikon of Michael VIII Palaiologos for the Monastery of the Archangel Michael on Mount Auxentios near Chalcedon. – In: Thomas, John; Hero, Angela Constantinidis (eds), Byzantine monastic foundation documents: a complete translation of the surviving founders’ typika and testaments, I. Washington, DC: Dumbarton Oaks Research Library and Collection,  1207 – 1236, ISBN 0-88402-232-3, https://archive.org/details/thomas-hero-byzantine-monastic-foundation-documents/page/1207/mode/1up?view=theater